# Louis Félix Martin
Pour les articles homonymes, voir Louis Martin et Martin.
Louis Félix Martin (né le 8 novembre 1843 à Saint-Malo et mort dans la même ville le 6 décembre 1891), avocat qui fut maire de Saint-Malo de 1882 à 1883 et de 1887 à 1891.

## Biographie
Louis Félix est le fils de Jean-Marie Martin et de Félicienne Marie Louise Grenier après ses études de droit il devient avocat au Barreau de Saint-Malo. Adjoint au maire dès le 15 septembre 1869. Il est élu maire une première fois de mai 1882 à 1884, candidat du parti des Républicains progressistes il devient conseiller général d'Ille-et-Vilaine et il est élu le 13 mai 1887 et siège de nouveaux à la mairie jusqu'en janvier 1891. Il meurt le 6 décembre de la même année. Après l'arrivée du train à Saint-Malo en 1864 à laquelle il avait fortement contribué, l'« avenue de la Gare  » est rebaptisée à son nom le 14 juillet 1901.